# فرنان کانتلوب
فرنان کانتلوب (فرانسوی: Fernand Canteloube‎؛ ۳ اوت ۱۹۰۰ – ۱۶ ژوئیه ۱۹۷۶) دوچرخه‌سوار اهل فرانسه بود.
وی در مسابقات کشوری و بین‌المللی در مجموع برندهٔ ۱ مدال طلا، ۱ مدال برنز شده‌است.